# Parafia Zwiastowania Najświętszej Maryi Panny w Miedznie
Parafia pw. Zwiastowania Najświętszej Maryi Panny w Miedznie – rzymskokatolicka parafia należąca do dekanatu węgrowskiego, diecezji drohiczyńskiej, metropolii białostockiej.

## Obszar parafii

### Miejscowości i ulice
W granicach parafii znajdują się miejscowości:

- Miedzna,
- Międzyleś,
- Orzeszówka,
- Poszewka,
- Tchórzowa,
- Wola Orzeszowska,
- Wólka Miedzyńska,
- Wrotnów,
- Wrzoski
- Żeleźniki.

## Miejsca święte

### Kościół parafialny
Kościół wybudowany w latach 1891-1893 w stylu neogotyckim.